# 左春和
左春和（1966年4月—），又名左非，河北灵寿人，中国作家，学者，大专学历，中国民主同盟盟员，曾任石家庄市文化广电新闻出版局（版权局）副局长、民盟河北省委文化委员会副主任、中共石家庄市委党校（石家庄行政学院、石家庄市社会主义学院）兼职教授，第十一、十二届河北省人民代表大会代表。
左春和少年时代就开始发表诗作和文学评论。2010年，他出版了《网吧与文化》。2014年11月，左春和出任石家庄市文化广电新闻出版局（版权局）副局长。
2017年1月16日，因在实名认证的微博上发表言论批评、嘲讽毛泽东，左春和被石家庄市文化广电新闻出版局（版权局）免去副局长职务、记大过、责令检查。同日，中共石家庄市委党校、石家庄行政学院、石家庄市社会主义学院发表公告澄清称，已在2015年9月解聘兼职教授左春和。据报道，免职当天，一群支持毛泽东的民众聚集在石家庄市文广新局办公楼下，拉出“打倒反毛汉奸左春和”横幅，举着毛泽东像高喊口号。石家庄市文广新局党组书记、副局长张秀芳当面向这些民众解释了对左春和的处理决定。2017年4月，左春和辞去河北省人大代表职务。